# Claus Müller-Schloen
Claus Müller-Schloen (* 8. Dezember 1953 in Leipzig; † 13. Juli 2015 in Waren) war ein deutscher Maler und Grafiker. Er zählt zur Leipziger Schule.

## Leben und Werk
Nach dem Schulabschluss und einer Berufsausbildung mit Abitur arbeitete Müller-Schloen in Leipzig als Lackierer, Pförtner und Schriftmaler. Daneben besuchte er von 1973 bis 1975 die Abendakademie an der Hochschule für Grafik und Buchkunst (HGB) in Leipzig. Anschließend studierte er bis 1980 an der HGB in den Fachrichtungen Malerei und grafischer Druck u. a. bei Hans Mayer-Foreyt, Volker Stelzmann und Arno Rink Malerei und Grafik. Diese Lehrer „prägten mit ihrer veristischen Weltsicht und prononcierten Malweise den Studenten.“ Danach arbeitete er freischaffend in Leipzig. Er baute sich eine Druckerpresse und machte sich auch durch die filigrane Herstellung eigener Rahmen einen Namen. „Seine Werke sind opulente experimentelle Phantasiewelten, zeigen oft karge Landschaften, die wie von einem entfernten Planeten wirken. Zugleich bieten die Bilder oftmals aber auch Referenzen an die Zeit der Alten Meister.“ 1982 bis 1983 machte Müller-Schloen ein Zusatzstudium an den Druckgrafischen Werkstätten der HGB. 1991 verlegte er seinen Wohn- und Arbeitssitz nach Schloen bei Waren, dessen Namen er seinem Familiennamen zufügte. 1993 bis 1998 hatte er einen Lehrauftrag an der Fachhochschule für angewandte Kunst Heiligendamm. 2007 bis 2008 leitete er die Druckwerkstatt an der Hochschule Wismar.
Müller-Schloen war mit der Grafikerin und Grafik-Designerin Barbara Müller-Wolf verheiratet, die auch seinen Nachlass betreut.

## Werke (Auswahl)
- Enthauptung Johannis (Tafelbild, Mischtechnik; 1981; ausgestellt 1982/1983 auf der IX. Kunstausstellung der DDR)[4]
- Selbst getroffen (Tafelbild, Öl; 1998)[1]
- Salomes williger Helfer (Tafelbild, Öl, 2010)[5]

## Einzelausstellungen (Auswahl)
- 1981 Leisnig, Burg Mildenstein
- 1981 Leipzig, Galerie am Sachsenplatz
- 1984 Leipzig, Galerie am Thomaskirchhof
- 1986 Leipzig, Galerie am Thomaskirchhof
- 1987 Dresden, Galerie Wort und Werk
- 1988 Eisenach, Thüringer Museum
- 1988 Boswil (Schweiz), Galerie Boswil
- 1989 Leipzig, Galerie Wort und Werk
- 1991 Bamberg, Galerie Sommer
- 2001 Leipzig, Galerie Süd
- 2003 Neubrandenburg, Galerie am Ring
- 2004 Burg Stargard, Marie-Hager-Haus
- 2010 Wismar, Galerie hinter dem Rathaus
- 2010 Leipzig, Galerie Koenitz („Abgründe“)
- 2011 Leipzig, Galerie Koenitz („Über Bäume und Menschen“)

## Links
- Website über Claus Müller-Schloen
- Claus Müller-Schloen … Über Bäume und Menschen
- Claus Müller-Schloen, Galerie Koenitz
- vernissage von claus müller-schloen auf YouTube